# Elliptinio
L'elliptinio (conosciuto anche con il nome di derivazione latina elliptinium) è un farmaco antineoplastico citostatico, derivato dalla sostanza alcaloide ellipticina, isolata da alcune piante appartenenti alle specie della famiglia Apocynaceae che include tra le altre l'Aspidosperma subicanum e le specie di Ochrasia oltre alla Bleekeria vitensis, una pianta originaria delle isole Fiji nota per possedere proprietà anti-cancro.

## Meccanismo di azione
L'elliptinio ha come bersaglio l'enzima topoisomerasi II la cui attività è critica per le funzioni del DNA e la sopravvivenza cellulare. In qualità di inibitore della topoisomerasi II e agente intercalante, l'elliptinio stabilizza il complesso scindibile della topoisomerasi II e induce rotture del DNA, inibendo inoltre la replicazione del DNA, la trascrizione del RNA e la sintesi delle proteine.

Il farmaco induce inoltre anche modificazioni a carico della membrana cellulare, per esempio nel potenziale di superficie dello strato fosfolipidico.

È commercializzato dalla Sanofi-Aventis con il nome di Celiptium.

## Farmacocinetica
Dopo somministrazione per via parenterale l'elliptinio si distribuisce rapidamente in tutti i tessuti.

Circa il 78% del farmaco risulta legato alle proteine plasmatiche. L'eliminazione a livello renale è del 16%, mentre l'escrezione fecale sembra essere la principale via di eliminazione del farmaco nell'uomo.

## Usi clinici
È indicato nel trattamento del carcinoma della mammella e nel tumore metastatico della mammella, da solo od in associazione ad altri antineoplastici.

Il farmaco ha invece dimostrato una scarsa o nulla attività nel trattamento del carcinoma renale e dell'epatocarcinoma

## Dosi terapeutiche
La dose usuale è l'equivalente di 80 mg di elliptinio base per m2 di superficie corporea da somministrare per tre giorni consecutivi ogni 3-4 settimane. In alternativa, sono state suggerite dosi settimanali di 80–100 mg/m2, senza mai superare dosi cumulative di 2 g. La somministrazione viene effettuata per via endovenosa. La soluzione iniettabile va diluita, prima dell'infusione, in 250 ml di soluzione glucosata al 5%. La durata dell'infusione varia da 60 a 90 minuti.

## Effetti collaterali
Si possono osservare periflebite, xerostomia (secondo alcuni studi fino al 10% dei pazienti), disturbi digestivi, nausea, vomito, iposcialia, parotidite, astenia e crampi muscolari.

Con minore frequenza si riscontrano diarrea, nefrotossicità (quando si superano dosi di 100 mg/m2/die), ipotensione, ipertensione, tachicardia e dispnea.

L'effetto indesiderato più grave è l'emolisi e la conseguente anemia emolitica, legata al formarsi nel sangue di anticorpi antielliptinio (immunoglobuline M) che si fissano alle emazie.

## Controindicazioni
L'uso del farmaco è controindicato in caso di disfunzione renale preesistente e quando sia già in atto una terapia con farmaci nefrotossici. Deve essere rispettato il tempo di infusione: un flusso troppo rapido può infatti portare a ipotensione, tachicardia e dispnea. All'apparizione di febbre, brividi, dolori lombari l'infusione deve essere interrotta.
È sconsigliata la somministrazione concomitante di elliptinio acetato con amminoglicosidi, pena l'assommarsi della nefrotossicità.